# Arméniens de Russie

Carte de la population arménienne en Russie en 2010. Dans les zones les plus foncées, au nord du Caucase, les arméno-russes représentent entre 5 et de la population.

Les Arméniens de Russie (en arménien : Ռուսահայ) ou arméno-russes sont les Arméniens vivant aujourd'hui en Russie.
En 2020, la population arménienne est généralement estimée à 2 750 000 millions en Russie, voire d'une manière plus large entre 2 millions et 3 millions. Elle était précédemment à environ 1 130 491 en 2002 mais ne comptabilisait qu'une partie officiellement recensée de cette population.
La Russie est de fait le premier pays de la diaspora arménienne par le nombre de personnes d'origine arménienne.
Même si la présence arménienne en Russie remonte à la fin du Moyen Âge, c'est surtout depuis l'indépendance de l'Arménie en 1991 et la sévère crise économique qui s'ensuit, que le mouvement d'émigration s'est accentué.
La majorité des Arméniens de Russie venant d'Arménie, ils parlent l'arménien oriental. Les Arméniens du Don, descendants par la Crimée d’Arméniens d’Ani, parlent eux l’arménien occidental.

## Histoire
La présence d’Arméniens dans la Rus' de Kiev est attesté par le Paterikon des grottes de Kiev au XIe siècle.
À partir du XVIIe siècle l’Empire russe s’étend vers le sud et incorpore des territoires ayant été sous l’influence de Byzance et comportant des minorités arméniennes (Crimée, Ciscaucasie). Au XVIIIe siècle des communautés arméniennes de Crimée sont invitées à s’installer sur le cours inférieur du Don où ils fondent la ville de Nakhitchevan-sur-le-Don et une série de villages (Tchaltyr, Krym, Bolchie Saly, Soultan-Saly, Nesvetaï…).